# John Smith (botanist)
John Smith, född 1798, död 1888, var en engelsk botaniker och var den första kuratorn i Royal Botanic Gardens, Kew (Kew Gardens), från 1841. Han blev först anställd för att hantera kaminerna i växthusen 1822. Tillsammans med direktörerna Sir William Jackson Hooker och Sir Joseph Hooker, övervakade han omvandlingen av trädgårdarna från privata kungliga trädgårdar till offentliga trädgårdar när drottning Victoria omvandlade dem, vilket möjligen räddade dem från glömska. Han förhindrade också trädgårdarna från katastrofal nedgång i slutet av 1800-talet när de försummades i finansieringsprioriteringar. På Kews hemsida står det att "Det är betydelsefullt att när spispojk-Smith anlände till Kew, odlades 40 arter av ormbunkar, men när kurator-Smith gick i pension, fanns det 1.084."

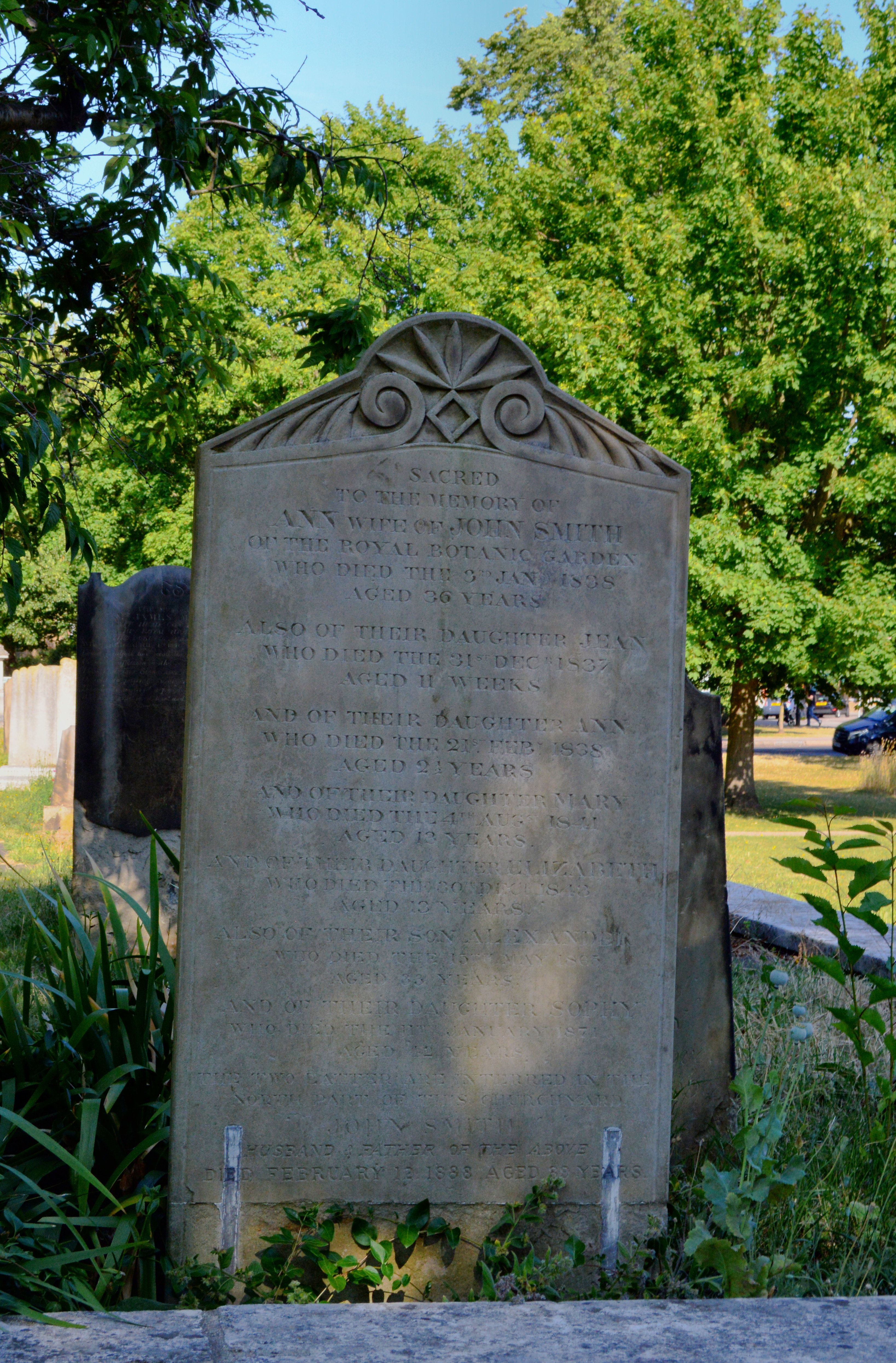
John Smith och familj, St Annes kyrka, Kew

## Arbeten av John Smith
- Smith, John. Katalog över ormbunkar i de kungliga trädgårdarna i Kew. HMSO, London, England. 1856. 8pp, 210x140mm, PB.
- Smith, John. Odlade ormbunkar: Eller en katalog över exotiska och inhemska ormbunkar odlade i British Gardens, med karaktärer av generalprincipal, synonymer etc. William Pamplin, London, England. 1857. xii, 84pp, 163x103mm, HB. Eventuellt också en 1864-upplaga.
- Smith, John. Ormbunkar: brittiska och utländska, deras historia, geografi, klassificering och uppräkning av arterna av trädgårdsbärnor med en avhandling om deras odling etc. Första upplagan: Robert Hardwicke, London, England. 1866. xiv, 412 (2) pp, 195x125mm, HB; Webb: https://archive.org/details/fernsbritishfore00smitrich . Också andra upplagan (1877) och tredje upplagan (1879), med undertexten Historian, Organografi, klassificering och uppräkning av arterna av trädgårdsbärnor. ; Webb: https://archive.org/details/fernsbritish00smitrich .
- Smith, John. Historia Filicum: en redogörelse för natur, antal och organografi hos ormbunkar och en översyn av de principer som släkten grundar sig på, och system för klassificering av huvudförfattarna, med en ny allmän ordning för egenskaper av släktena; anmärkningar om deras förhållande till varandra; deras art; hänvisning till författare; geografisk fördelning; etc., etc. MacMillan & Co., London, England. 1875. (2) / xvi / 429 / (5) pp, 190x120mm, HB; Web: https://archive.org/details/historiafilicume00smitrich (omtryckt 1981).

### Standard författarförkortning
Auktorsnamnet J.Sm. kan användas för John Smith (botanist) i samband med ett vetenskapligt namn inom botaniken; se Wikipediaartiklar som länkar till auktorsnamnet.